# A Szabad Nép az 1956-os forradalomban
A Szabad Nép, a kommunista Magyar Dolgozók Pártja napilapja az 1956-os forradalom napjaiban fejezte be 11 éves pályafutását és adta át helyét a Népszabadságnak. A forradalom előzményei közt fontos szerepet játszott a lap 1954. október 22–24-i pártgyűlése, ahol először bírálták Rákosi Mátyást nyilvánosan, és az ebből az aktivizmusból kinőtt Petőfi Kör.
Október 23-ára, a forradalom első napjára a lap szerkesztősége jelentősen átalakult és a változásokat támogatók kerültek túlsúlyba, emiatt történhetett, hogy a lap küldöttsége délelőtt a párt Politikai Bizottságának ülésén a diákok tüntetésének engedélyezését követelte.

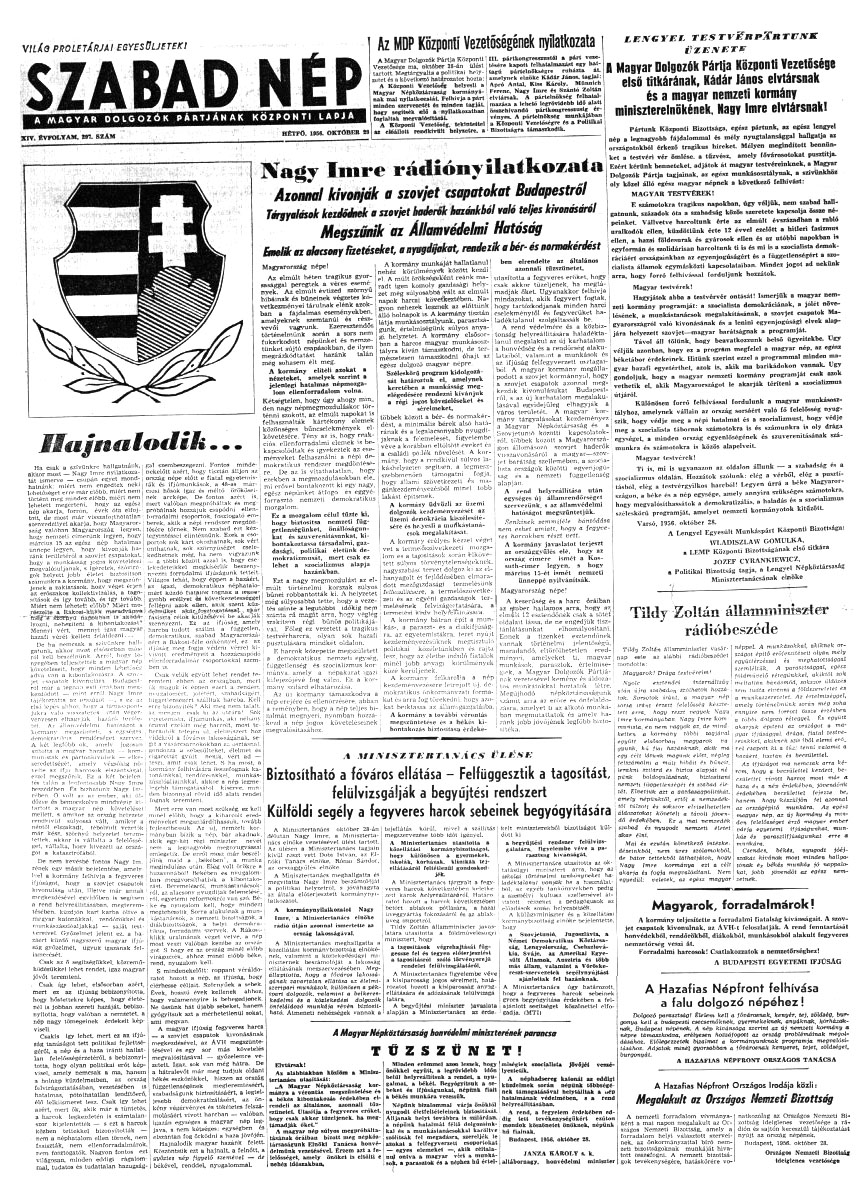
A Szabad Nép 1956. október 29-én kiadott utolsó számának címlapja

## Az átmeneti időszak
Még aznap a lap szerkesztősége gyakorlatilag felbomlott. A később halálraítélt és 1989-ben rehabilitált Gimes Miklós és Lőcsei Pál a szerkesztőségben voltak, amikor a felkelők betörtek a gyűlölt pártlap épületébe. Közreműködésükkel a másnapi lapszám helyett egy röplapot jelentettek meg, amely a párt hivatalos álláspontja ellenében támogatta a tüntetések követeléseit. Október 26-án újra megjelent az újság Gimes vezércikkével, amelyet fél évvel később maga Kádár János bélyegzett meg, árulásnak nevezve.
1956. október 29-én (hétfőn) a Szabad Nép (az uralkodó párt központi lapja) címoldalán, és a többi lap is a Kossuth-címerrel jelenik meg, Magyarország jelképe hivatalosan is újra a köztársasági címer lett.
A régi Szabad Nép október 29-én jelent meg utoljára, mert hiába volt az irányváltás, a pártlap bélyegét magán viselő újságot a régi címen nem lehetett többé eladni. „Az utcákon inkább égették, mint olvasták” – írta Révész Sándor történész. A szerkesztőség Magyar Szabadság címmel tervezte másnap kiadni a lapot, amikor 29-én este Dudás József Országos Nemzeti Forradalmi Bizottmánya elfoglalta székházat és a szerkesztőségben vita tört ki, ilyen körülmények közt kiadják-e a lapot.

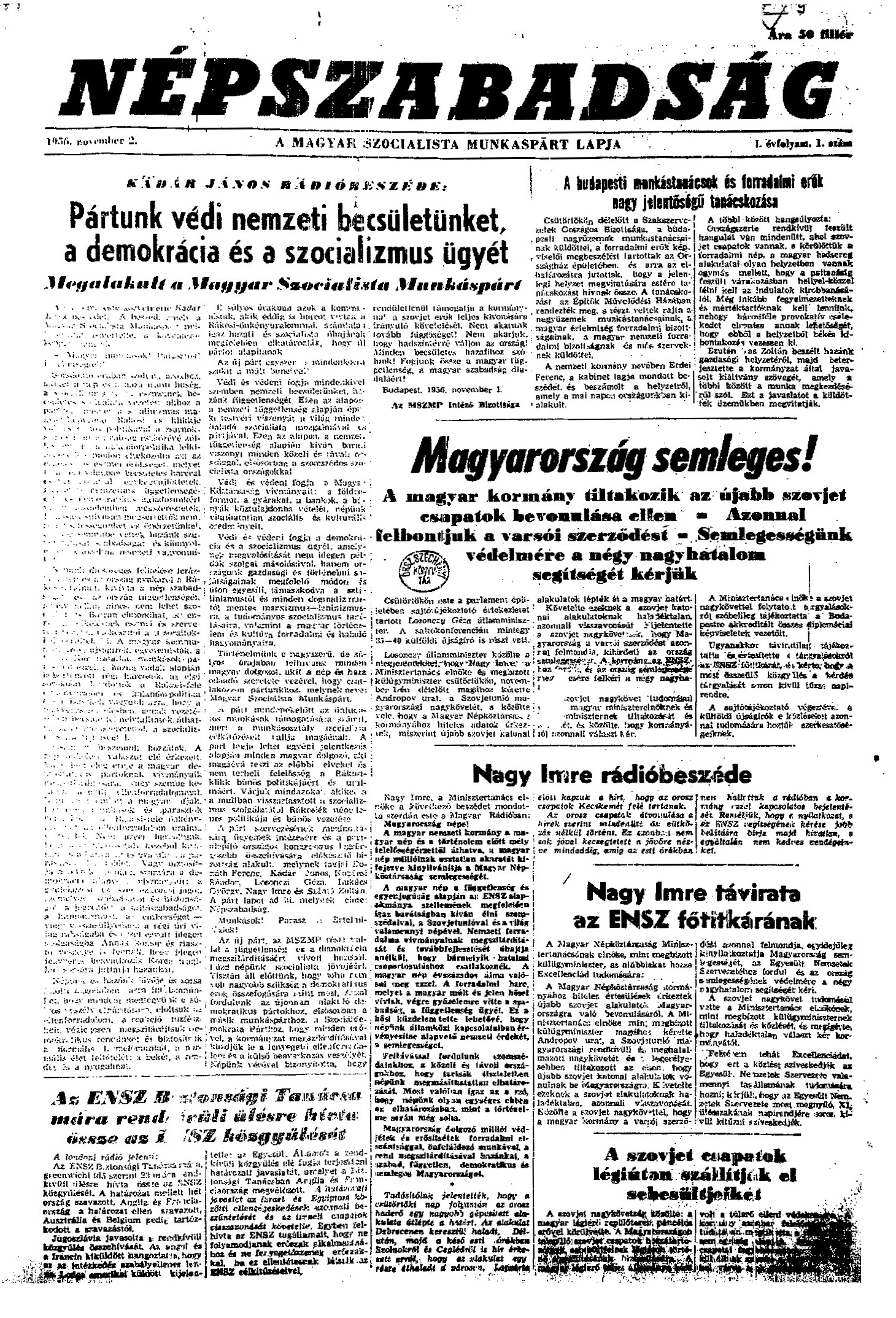
A Népszabadság 1956. november 2-án kiadott első számának címlapja

Október 30-án a lap újságírói a Parlamentben tanácskoztak és itt döntöttek arról, hogy – Pándi Pál javaslatára a Táncsics Mihályra utaló Népszabadság címen – indítják el a kommunista párt új lapját. Ugyanaznap Magyar Szabadság címen Gimes Miklós, Kende Péter, és Lőcsei Pál is radikális hangvételű lapot indítottak, de ez csak néhány számot ért meg.

## Népszabadság
November 1-jén megalakult a Magyar Szocialista Munkáspárt. A Népszabadság főszerkesztőjének a Nagy Imre hívei közé tartozó Haraszti Sándort, helyettesének Fehér Lajost nevezték ki. A lap november 2-án jelent meg először, címlapján az MSZMP megalakulását, a budapesti munkástanácsok tanácskozását adta hírül, illetve a kormány tiltakozását az újabb szovjet csapatok bevonulása ellen, a Varsói Szerződés azonnali felmondásával együtt.

## Az ideiglenes Szabad Nép
November 5-én Rákosi Mátyás hívei, Andics Erzsébet és Berei Andor, miután Kádár János és a szovjet tankok nyomában Szolnokra érkeztek Moszkvából, újraindították a Szabad Népet. Két nappal később az újságíró-szövetség sztrájkot hirdetett, amit csak az ekkor már Fehér Lajos vezette, a kádári szárny kezébe került Népszabadság tört meg. A Népszabadságra várt az a feladat is, hogy egy november 11-ei támadó cikkel „kivégezze” az ideiglenes Szabad Népet is, amely ekkorra már kényelmetlenné vált Kádár számára, mivel a forradalmat egészében fasiszta ellenforradalomnak bélyegzete, Kádár azonban ekkor még az ígéretek és nem a bosszú időszakánál tartott. A Szabad Nép ezután nem jelent meg, Andicsnak és Bereinek pedig november 16-án vissza kellett térniük Moszkvába és csak másfél évvel később, a forradalmat követő bosszúhadjárat csúcspontján jöhettek vissza.